# Cercle Sportif Fola Esch
Il Cercle Sportif Fola Esch, meglio noto come Fola Esch o semplicemente Fola, è una società calcistica lussemburghese con sede nella città di Esch-sur-Alzette. È il club calcistico, ancora in attività, più antico del paese, e per questo è parte del Club of Pioneers, associazione che accoglie i club più longevi per ogni federazione.
Milita nell Division Nationale, la massima divisione del campionato lussemburghese di calcio. Gioca le partite casalinghe allo Stadio Émile Mayrisch, situato a sud della città. Nella sua storia ha vinto il campionato lussemburghese per otto volte e la Coppa del Lussemburgo per tre volte.

## Storia
Fondato nel 1906 dal professore d'inglese Jean Roeder, il Fola è stata la prima società di calcio del Lussemburgo. Durante il periodo di massimo splendore fu una delle migliori società lussemburghesi, vincendo quattro campionati nazionali e due Coppe del Lussemburgo tra il 1918 e il 1924. Ha successivamente vinto un campionato nazionale nel 1930 e una coppa del Lussemburgo nel 1955.
La società ha rifiutato, durante gli anni novanta, la fusione con i concittadini della Jeunesse Esch. Al termine della stagione 2004-2005 il Fola è retrocesso nel terzo livello del campionato nazionale, venendo poi promosso nella stagione successiva. Nel 2006-2007 il Fola si è classificato terzo in Éirepromotioun, seconda serie nazionale, perdendo però i play-off promozione/retrocessione contro il Victoria Rosport. Nell'agosto 2007 il centrocampista Mustapha Hadji (54 presenze nella nazionale del Marocco nonché vincitore del pallone d'oro africano nel 1998) firmò un contratto con la società.
Al termine della stagione 2012-2013 il club ha conquistato il suo sesto titolo nazionale, trofeo che mancava da ben 83 anni. Nella Division Nationale 2014-2015 la squadra lussemburghese è arrivata di nuovo prima, a distanza di due anni dall'ultimo trionfo in campionato. Nella UEFA Champions League 2015-2016 il Fola Esch ha affrontato la Dinamo Zagabria al secondo turno preliminare: il risultato della partita di andata, giocata in Croazia, è di 1-1 (rete di Hadji per i lussemburghesi), mentre nella partita di ritorno il Fola Esch perde in casa 3-0 e così viene eliminato.
Dopo aver vinto il suo settimo campionato nazionale nella stagione 2020-2021, durante l’estate, partecipa al primo turno delle qualificazioni alla UEFA Champions League 2021-2022 contro il Lincoln Red Imps Football Club ma dopo il pareggio in casa subiscono un sonoro 5-0. Pertanto retrocedono in UEFA Europa Conference League e al secondo turno contro i bielorussi del Salihorsk vincono sia l’andata e sia il ritorno per un totale di 3-1 e al terzo turno incontrano i nordirlandesi del Linfield Football Club che eliminano con un doppio 2-1. All’ultimo turno incontrano i kazaki del Qairat Almaty che contano in campo la presenza della stella brasiliana Vágner Love che infatti elimina i lussemburghesi con una doppietta nel 4-1 in Lussemburgo e con un gol nel 3-1 in Kazakistan.

## Palmarès

### Competizioni nazionali
- Campionato lussemburghese: 8

1917-1918, 1919-1920, 1921-1922, 1923-1924, 1929-1930, 2012-2013, 2014-2015, 2020-2021
- Coppa del Lussemburgo: 3

1922-1923, 1923-1924, 1954-1955
- Éirepromotioun: 1

1968

## Statistiche

### Partecipazione alle competizioni europee
| Competizione          | Partecipazioni | Debutto   | Ultima stagione | Totale |
| --------------------- | -------------- | --------- | --------------- | ------ |
| UEFA Champions League | 2              | 2013-2014 | 2015-2016       | 2      |
| Coppa delle Coppe     | 1              | 1973-1974 | 1973-1974       | 1      |
| UEFA Europa League    | 5              | 2011-2012 | 2018-2019       | 5      |

### Tabella squadre affrontate nelle competizioni europee
In grassetto le gare casalinghe.
| Stagione  | Competizione                  | Turno                     | Avversario          | Andata | Ritorno   | Totale        |
| --------- | ----------------------------- | ------------------------- | ------------------- | ------ | --------- | ------------- |
| 1973-1974 | Coppa delle Coppe             | Sedicesimi di finale      | Beroe               | 0-7    | 1-4       | 1-11          |
| 2011-2012 | UEFA Europa League            | Primo turno preliminare   | Elfsborg            | 4-0    | 1-1       | 1-5           |
| 2013-2014 | UEFA Champions League         | Secondo turno preliminare | Dinamo Zagabria     | 0-5    | 0-1       | 0-6           |
| 2014-2015 | UEFA Europa League            | Primo turno preliminare   | IFK Göteborg        | 0-0    | 0-2       | 0-2           |
| 2015-2016 | UEFA Champions League         | Secondo turno preliminare | Dinamo Zagabria     | 1-1    | 0-3       | 1-4           |
| 2016-2017 | UEFA Europa League            | Primo turno preliminare   | Aberdeen            | 1-3    | 1-0       | 2-3           |
| 2017-2018 | UEFA Europa League            | Primo turno preliminare   | Milsami Orhei       | 2-1    | 1-1       | 3-2           |
| 2017-2018 | UEFA Europa League            | Secondo turno preliminare | Inter Baku          | 0-1    | 4-1       | 4-2           |
| 2017-2018 | UEFA Europa League            | Terzo turno preliminare   | Östersund           | 0-1    | 1-2       | 1-3           |
| 2018-2019 | UEFA Europa League            | Primo turno preliminare   | Priština            | 0-0    | 0-0       | 0-0 (5-4 dtr) |
| 2018-2019 | UEFA Europa League            | Secondo turno preliminare | Genk                | 0-5    | 1-4       | 1-9           |
| 2020-2021 | UEFA Champions League         | Primo turno preliminare   | Sheriff Tiraspol    |        | 0-2       |               |
|           | UEFA Europa League            | Secondo turno preliminare | Ararat              |        | 3–4 (dts) |               |
| 2021-2022 | UEFA Champions League         | Primo turno preliminare   | Lincoln Red Imps    | 2–2    | 0–5       | 2–7           |
|           | UEFA Conference League        | Secondo turno preliminare | Shahktyor Soligorsk | 1–0    | 2–1       | 3–1           |
|           |                               | Terzo turno preliminare   | Linfield            | 2–1    | 2–1       | 4–2           |
|           |                               | Play off                  | Qairat              | 1–4    | 1–3       | 2–7           |
| 2022–23   | UEFA Europa Conference League | Primo turno preliminare   | Tre Fiori           | 0–1    | 1–3       | 1–4           |

## Organico

### Rosa 2022-2023
Aggiornata al 15 agosto 2022.
| N. |                                 | Ruolo | Calciatore               |
| -- | ------------------------------- | ----- | ------------------------ |
| 1  | Francia (bandiera)              | P     | Thomas Hym               |
| 2  | Lussemburgo (bandiera)          | D     | Hugo Domingos            |
| 5  | Lussemburgo (bandiera)          | C     | Tiago Semedo             |
| 6  | Portogallo (bandiera)           | D     | Cristiano                |
| 7  | Capo Verde (bandiera)           | C     | Gilson Delgado           |
| 8  | Bosnia ed Erzegovina (bandiera) | C     | Veldin Muharemović       |
| 9  | Francia (bandiera)              | C     | Benjamin Runser          |
| 10 | Lussemburgo (bandiera)          | A     | Stefano Bensi            |
| 11 | Francia (bandiera)              | A     | Jules Diallo             |
| 12 | Lussemburgo (bandiera)          | C     | Bruno Frere              |
| 13 | Portogallo (bandiera)           | C     | Brandon Lima Lizardo     |
| 15 | Lussemburgo (bandiera)          | A     | Rui Jorge Costa de Sousa |
| 16 | Algeria (bandiera)              | A     | Idir Boutrif             |
| 17 | Portogallo (bandiera)           | C     | Rodrigo Parreira         |
| 18 | Lussemburgo (bandiera)          | A     | Michael Omosanya         |

| N. |                                 | Ruolo | Calciatore           |
| -- | ------------------------------- | ----- | -------------------- |
| 19 | Lussemburgo (bandiera)          | C     | Nenad Dragović       |
| 20 | Lussemburgo (bandiera)          | C     | Lucas Correia        |
| 21 | Madagascar (bandiera)           | D     | Sylvio Ouassiero     |
| 22 | Lussemburgo (bandiera)          | P     | Evan Da Costa        |
| 24 | Lussemburgo (bandiera)          | C     | Bob Simon            |
| 25 | Lussemburgo (bandiera)          | D     | Lenny Almada Correia |
| 26 | Francia (bandiera)              | A     | Thibaut Jacquel      |
| 27 | Belgio (bandiera)               | D     | Grégory Grisez       |
| 28 | Francia (bandiera)              | D     | Julien Klein         |
| 29 | Lussemburgo (bandiera)          | A     | Issam El Alami       |
| 33 | Lussemburgo (bandiera)          | P     | Emanuel Cabral       |
| 44 | Lussemburgo (bandiera)          | P     | Daniel Martins       |
| 77 | Portogallo (bandiera)           | A     | Bruno Correia Mendes |
| 91 | Lussemburgo (bandiera)          | D     | Denis Ahmetxhekaj    |
| 98 | Bosnia ed Erzegovina (bandiera) | C     | Mirza Mustafić       |

### Rosa 2020-2021
Aggiornata al 9 marzo 2021.
| N. |                                 | Ruolo | Calciatore         |
| -- | ------------------------------- | ----- | ------------------ |
| 1  | Francia (bandiera)              | P     | Thomas Hym         |
| 2  | Lussemburgo (bandiera)          | D     | Hugo Domingos      |
| 3  | Lussemburgo (bandiera)          | C     | Diogo Pimentel     |
| 4  | RD del Congo (bandiera)         | C     | Rodrigue Dikaba    |
| 5  | Lussemburgo (bandiera)          | C     | Tiago Semedo       |
| 6  | Lussemburgo (bandiera)          | D     | Billy Bernard      |
| 7  | Capo Verde (bandiera)           | C     | Gilson Delgado     |
| 8  | Bosnia ed Erzegovina (bandiera) | C     | Veldin Muharemović |
| 9  | Francia (bandiera)              | A     | Gauthier Caron     |
| 10 | Lussemburgo (bandiera)          | A     | Stefano Bensi      |
| 11 | Francia (bandiera)              | A     | Jules Diallo       |
| 12 | Lussemburgo (bandiera)          | C     | Bruno Frere        |
| 13 | Bosnia ed Erzegovina (bandiera) | D     | Amar Omerović      |
| 14 | Lussemburgo (bandiera)          | D     | Cédric Sacras      |

| N. |                        | Ruolo | Calciatore          |
| -- | ---------------------- | ----- | ------------------- |
| 16 | Algeria (bandiera)     | A     | Idir Boutrif        |
| 17 | Francia (bandiera)     | A     | Achraf Drif         |
| 18 | Lussemburgo (bandiera) | C     | Dejvid Sinani       |
| 19 | Inghilterra (bandiera) | C     | Alexander Cvetkovic |
| 20 | Lussemburgo (bandiera) | C     | Lucas Correia       |
| 21 | Madagascar (bandiera)  | D     | Sylvio Ouassiero    |
| 22 | Lussemburgo (bandiera) | P     | Evan Da Costa       |
| 24 | Lussemburgo (bandiera) | C     | Bob Simon           |
| 27 | Francia (bandiera)     | A     | Zachary Hadji       |
| 28 | Francia (bandiera)     | D     | Julien Klein        |
| 29 | Lussemburgo (bandiera) | A     | Issam El Alami      |
| 33 | Lussemburgo (bandiera) | P     | Emanuel Cabral      |
| 46 | Francia (bandiera)     | D     | Guillaume Mura      |
| 99 | Lussemburgo (bandiera) | P     | Dylan Perreira      |

### Rosa 2018-2019
Aggiornata al 24 gennaio 2018.
| N. |                                 | Ruolo | Calciatore         |
| -- | ------------------------------- | ----- | ------------------ |
| 1  | Francia (bandiera)              | P     | Thomas Hym         |
| 4  | RD del Congo (bandiera)         | C     | Rodrigue Dikaba    |
| 5  | Lussemburgo (bandiera)          | C     | Tiago Semedo       |
| 6  | Lussemburgo (bandiera)          | D     | Billy Bernard      |
| 7  | Lussemburgo (bandiera)          | A     | Ken Corral         |
| 8  | Bosnia ed Erzegovina (bandiera) | C     | Veldin Muharemović |
| 9  | Lussemburgo (bandiera)          | A     | Dritro Kelmendi    |
| 10 | Lussemburgo (bandiera)          | A     | Stefano Bensi      |
| 11 | Belgio (bandiera)               | C     | Corentin Koçur     |
| 12 | Lussemburgo (bandiera)          | C     | Bruno Frere        |
| 13 | Lussemburgo (bandiera)          | P     | Chris Clement      |
| 14 | Lussemburgo (bandiera)          | D     | Cédric Sacras      |
| 15 | Marocco (bandiera)              | C     | Samir Hadji        |
| 17 | Francia (bandiera)              | A     | Achraf Drif        |
| 18 | Lussemburgo (bandiera)          | C     | Dejvid Sinani      |

| N. |                               | Ruolo | Calciatore     |
| -- | ----------------------------- | ----- | -------------- |
| 19 | Lussemburgo (bandiera)        | A     | Gérard Mersch  |
| 20 | Lussemburgo (bandiera)        | C     | Lucas Correia  |
| 21 | Francia (bandiera)            | D     | Roman Pierrard |
| 22 | Macedonia del Nord (bandiera) | C     | Enis Saiti     |
| 23 | Lussemburgo (bandiera)        | D     | Tom Laterza    |
| 24 | Francia (bandiera)            | D     | Mehdi Kirch    |
| 25 | Portogallo (bandiera)         | C     | Lucas Raposo   |
| 26 | Lussemburgo (bandiera)        | C     | Ryan Klapp     |
| 27 | Francia (bandiera)            | A     | Zachary Hadji  |
| 28 | Lussemburgo (bandiera)        | D     | Julien Klein   |
| 29 | Senegal (bandiera)            | A     | Moussa Seydi   |
| 33 | Portogallo (bandiera)         | P     | Emanuel Cabral |
| 44 | Slovacchia (bandiera)         | D     | Peter Chrappan |
| 46 | Francia (bandiera)            | D     | Guillaume Mura |